# Lưu Cầu (đảo)
Đảo Lưu Cầu (tiếng Trung: 琉球嶼; Hán-Việt: Lưu Cầu dự; Bạch thoại tự: Liû-khiû sū), còn gọi là Tiểu Lưu Cầu (小琉球, Sió liû-khiû) hay đảo Lạp Mỹ (拉美島), là một đảo san hô nằm trong eo biển Đài Loan, cách đảo Đài Loan khoảng 13 kilômét (8 mi) về phía tây nam. Đảo có diện tích 6,8 km2 (2,6 dặm vuông Anh) và khoảng 12.200 cư dân, phần lớn chỉ mang một trong 10 họ. Đảo thuộc phạm vi quản lý của hương Lưu Cầu, huyện Bình Đông, Trung Hoa Dân Quốc (Đài Loan).

## Địa lý

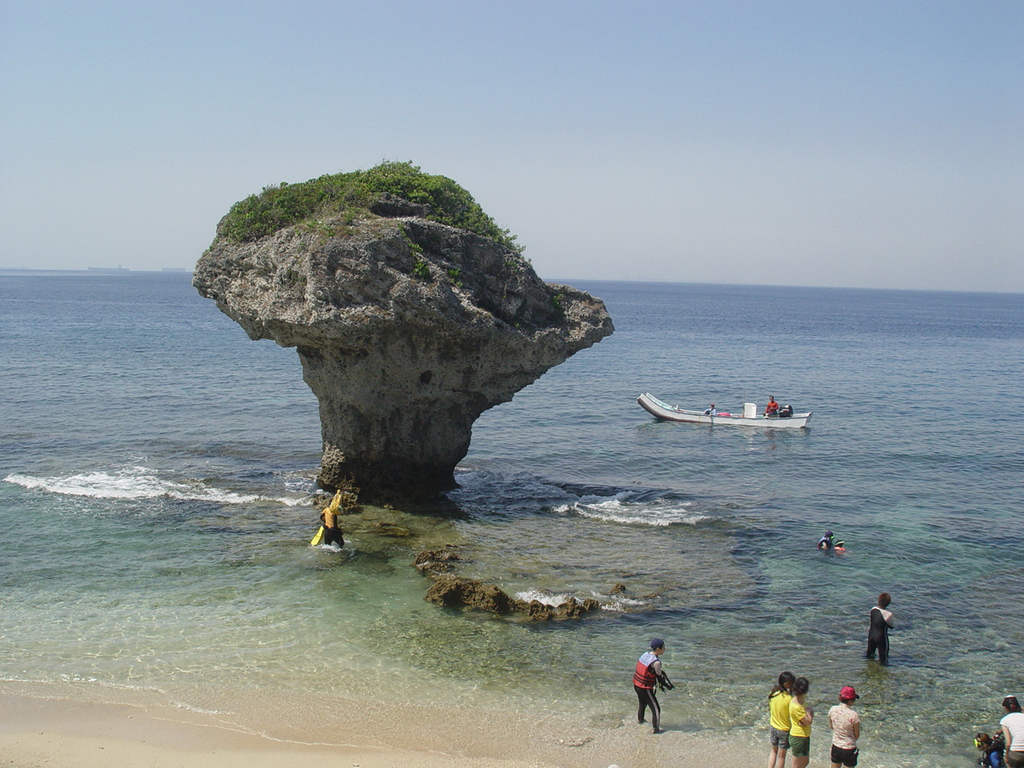
Đá Hoa Bình

Đảo Lưu Cầu (tô màu hồng) trong tương quan với phần phía nam đảo Đài Loan. Phần còn lại của huyện Bình Đông được tô màu vàng.

Đảo Lưu Cầu có hình dạng giống như hình bàn chân hoặc chiếc ủng với diện tích 6,8 kilômét vuông (2,6 dặm vuông Anh) lúc triều cường và khoảng 7,4 km2 (2,9 dặm vuông Anh) lúc triều kiệt, trải dài khoảng 4 kilômét (2,5 mi) từ bắc đến nam và trải rộng 2 kilômét (1,2 mi) từ đông sang tây. Đảo nằm ở góc đông nam của eo biển Đài Loan, cách Đông Cảng, Bình Đông khoảng 8 hải lý (15 km; 9 mi) về phía nam tây nam tại cửa sông Cao Bình trên bờ tây nam của đảo Đài Loan. Toàn bộ đảo dốc nhẹ từ tây nam đến đông bắc, nhưng bao gồm hai địa hào (một từ đông bắc đến tây nam, một từ tây bắc đến đông nam) giao nhau ở giữa, chia đảo thành bốn thềm. Điểm cao nhất trên đảo là đồi Belly, cao khoảng 80 mét (260 ft) so với mực nước biển.
Lưu Cầu là hương đảo duy nhất ở huyện Bình Đông. Đảo được bao phủ bởi đá vôi và đất màu đỏ do oxide sắt và oxide silic phong hóa. Các bãi biển, rạn san hô, hang và các hình thái đá bị xói mòn của đảo đã trở thành những điểm thu hút khách du lịch. Các bãi biển chính của đảo là bãi biển Trung Áo (中澳沙灘) ở bờ bắc, đới gian triều Đỗ Tử Bình (肚仔坪潮間帶) và bãi Cáp Bản (蛤板灣) ở bờ tây. Những hang động quan trọng nhất của đảo là động Ô Quỷ (烏鬼洞), động Mỹ Nhân (美人洞), và động Long Hà (龍蝦洞, "động Tôm Hùm"). Những bãi đá nổi tiếng nhất đảo có thể kể đến đá Hoa Bình (花瓶石, "đá Bình Hoa") ở đầu bắc của đảo, hành lang sinh thái Sam Phúc (杉褔生態廊道) ở bờ đông, và rạn san hô viền bờ Hậu Thạch (厚石裙礁) ở phía đông nam, bao gồm đá Lão Thử (老鼠石, "đá Chuột"), đá Quan Âm (觀音石), đá Hồng Phiền (紅蕃石), và đá Ba Sơn Hổ (爬山虎, "đá Hổ Leo Núi") ở phía đông nam.
Rừng trên đảo có nhiều loại cây như keo dậu, keo nói chung, dứa dại và tre.

## Lịch sử
Người Siraya, một sắc dân bản địa Đài Loan, được cho là cư dân gốc của đảo này. Năm 1636, thổ dân nơi này bị Công ty Đông Ấn Hà Lan thảm sát trong sự kiện đảo Lạp Mỹ. Đến năm 1645, thương nhân Hán thuê đảo từ người Hà Lan đã loại bỏ những cư dân bản địa cuối cùng. Người Hán ra sinh sống và biến nơi này thành một làng chài nhỏ bé, đến cuối thời kỳ nhà Thanh kiểm soát (1895) thì chỉ có 200 cư dân.
Thời Đài Loan thuộc Nhật, Nhật Bản đặt ra làng Ryūkyū (tiếng Nhật: 琉球庄) để quản lý đảo này, thuộc quận Tōkō, tỉnh Takao.
Sau khi Trung Hoa Dân Quốc tiếp quản vào năm 1945, đảo trở thành một hương cũng tên là Lưu Cầu, thuộc huyện Bình Đông, tỉnh Đài Loan (tỉnh này được tinh giản vào năm 1998).
Đảo chuyển sang làm kinh tế du lịch vào đầu thế kỷ 21, đặc biệt sau khi được đưa vào khu thắng cảnh vịnh Đại Bằng hồi năm 2004.

## Hành chính
Hương Lưu Cầu gồm có 8 thôn (村) là Trung Phúc (中福), Ngư Phúc (漁福), Bản Phúc (本福), Sam Phúc (杉福), Thượng Phúc (上福), Đại Phúc (大福), Thiên Phúc (天福) và Nam Phúc (南福). Trụ sở hương đặt tại thôn Trung Phúc.
| Đơn vị hành chính thuộc hương Lưu Cầu                                          |
| Trung Phúc Ngư Phúc Bản Phúc Sam Phúc Thượng Phúc Đại Phúc Thiên Phúc Nam Phúc |

## Người nổi tiếng
- Lý Tứ Xuyên, Tổng Bí thư Trung Quốc Quốc dân Đảng